# 砺波駅

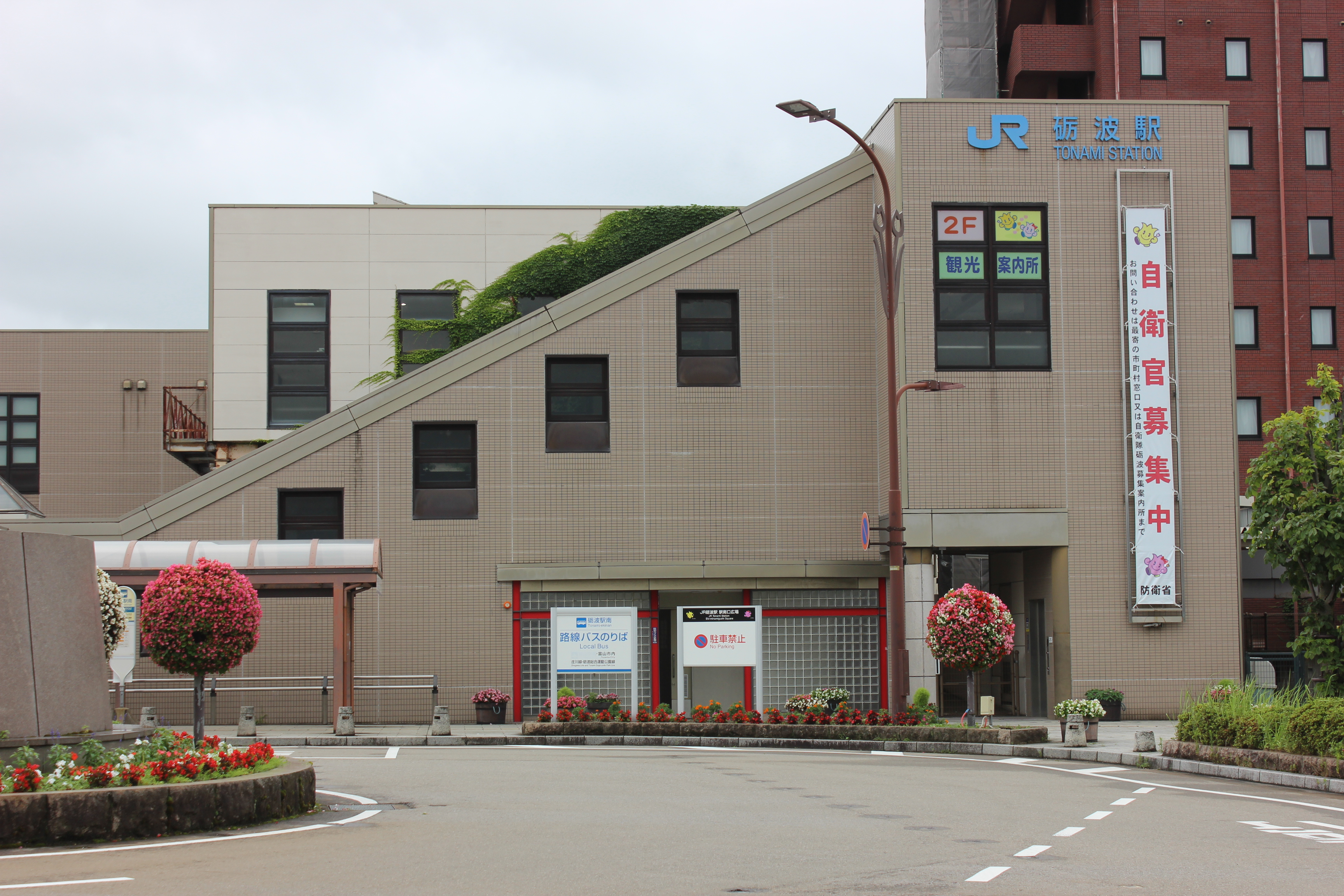
南口（2020年7月）

砺波駅（となみえき）は、富山県砺波市表町にある西日本旅客鉄道（JR西日本）城端線の駅である。

## 歴史
- 1897年（明治30年）5月4日：中越鉄道の黒田仮停車場 - 福野駅間開業と同時に出町駅（でまちえき）として設置され、旅客及び貨物の取扱を開始する[1][2]。
- 1899年（明治32年）5月30日：当駅 - 福野駅間に高儀駅が開業する[3]。
- 1900年（明治33年）12月29日：当駅 - 戸出駅間に油田駅が開業する[4]。
- 1910年（明治43年）：この年度において駅舎を改築する[5]。
- 1920年（大正9年）9月1日：中越鉄道の国有化により、鉄道省（国鉄）中越線の駅となる[6]。当駅は旅客、手荷物、小荷物及び大貨物の取扱を行う[6]。
- 1935年（昭和10年）5月：東礪波郡出町町長神田七次郎が駅舎並びに乗降場の拡築を鉄道大臣等に陳情する[7]。
- 1942年（昭和17年）8月1日：中越線の高岡駅 - 城端駅間が城端線に改称され、当駅もその所属となる[8]。
- 1951年（昭和26年）8月10日：当駅 - 高儀駅間に東野尻駅が開業する[9]。
- 1954年（昭和29年）11月10日：出町駅から砺波駅に駅名を改称する[10]。
- 1958年（昭和33年）3月：駅舎の改築を行う（コンクリート平屋建246平米）[11][12]。
- 1974年（昭和49年）10月1日：営業範囲を改正し、旅客、荷物及び車扱貨物を取扱う駅となる[13]。
- 1980年（昭和55年）
  - 6月10日：駅前広場が完成[14]。
  - 9月25日：営業範囲を改正し、車扱貨物の取扱を廃止する[15]。
- 1985年（昭和60年）3月14日：営業範囲を改正し、荷物の取扱を廃止する[16]。
- 1987年（昭和62年）
  - 3月31日：営業範囲を改正し、荷物（但し新聞紙に限る）の取扱を開始する[17]。
  - 4月1日：国鉄分割民営化により、西日本旅客鉄道（JR西日本）の駅となる[2]。
- 1992年（平成4年）7月25日：みどりの窓口開設[18]。
- 1998年（平成10年）
  - 2月5日：駅舎を改築し、その供用を開始する[19]。
  - 4月7日：砺波駅周辺整備事業を完了する[20]。
- 時期未定：みどりの窓口が営業終了〈予定〉[21]。

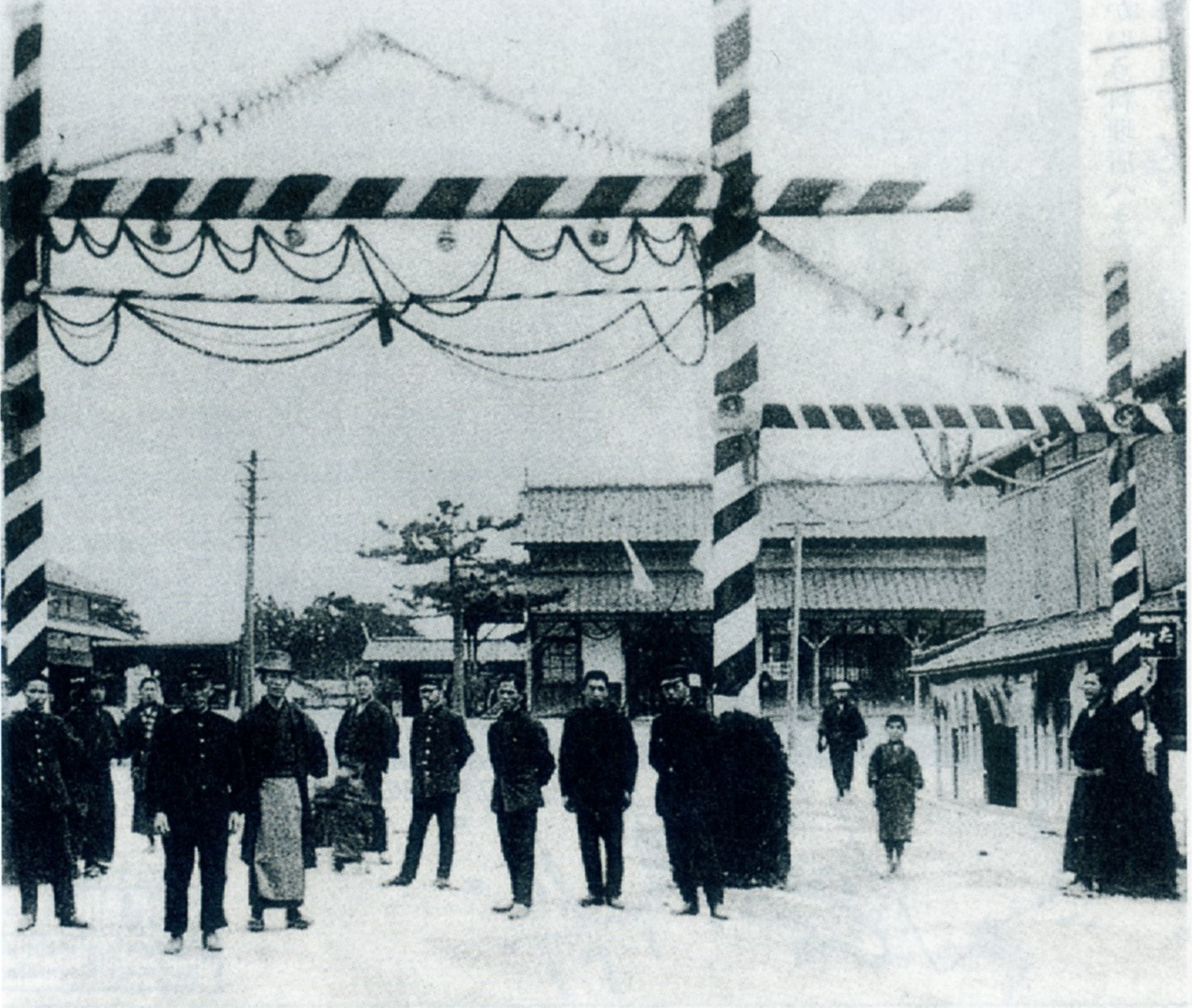
中越鉄道開通20周年を祝う人々と砺波駅
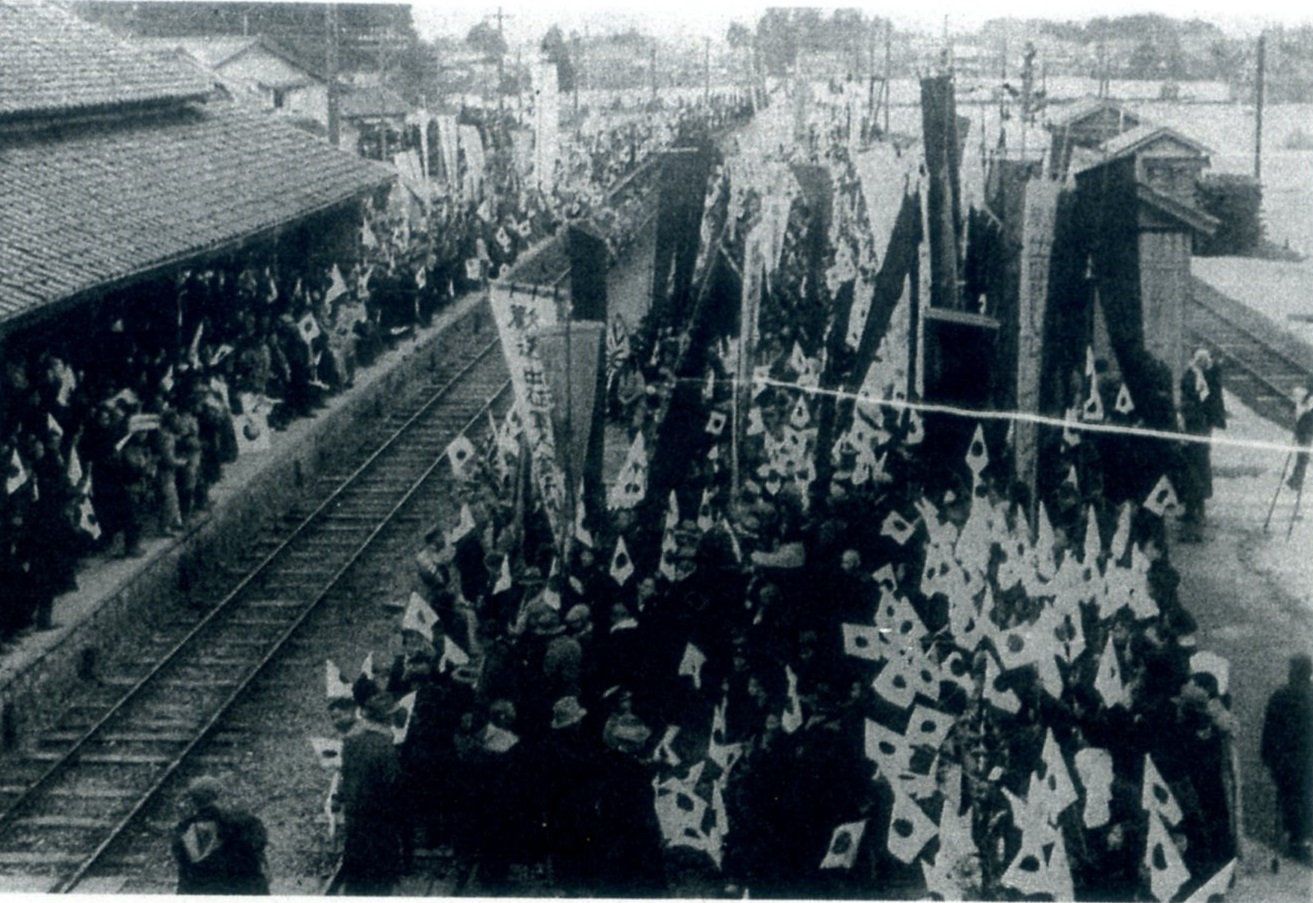
1944年（昭和19年）砺波駅において出征兵士を歓送する人々

## 駅構造
相対式ホーム2面2線を持ち、列車交換が可能な地上駅である。高岡方面には保守用側線がある。
北陸広域鉄道部管理下にあるが、JR西日本金沢メンテックが駅務を受託する業務委託駅である。みどりの窓口があり、5489サービスの利用が可能である。
駅舎は1998年（平成10年）2月5日より供用を開始した富山県内初の橋上駅舎である。駅舎内には待合室を兼ねた観光案内所や「コミュニティプラザ」が併設されており、2015年（平成27年）10月25日にはコミュニティプラザが改装され、その機能が強化された。また、コミュニティプラザにおいては2012年（平成24年）4月1日よりWi-Fiの利用が可能となっている。

### のりば
| のりば | 路線    | 方向 | 行先     |
| ------ | ------- | ---- | -------- |
| 1      | ■城端線 | 上り | 高岡方面 |
| 2      | ■城端線 | 下り | 城端方面 |

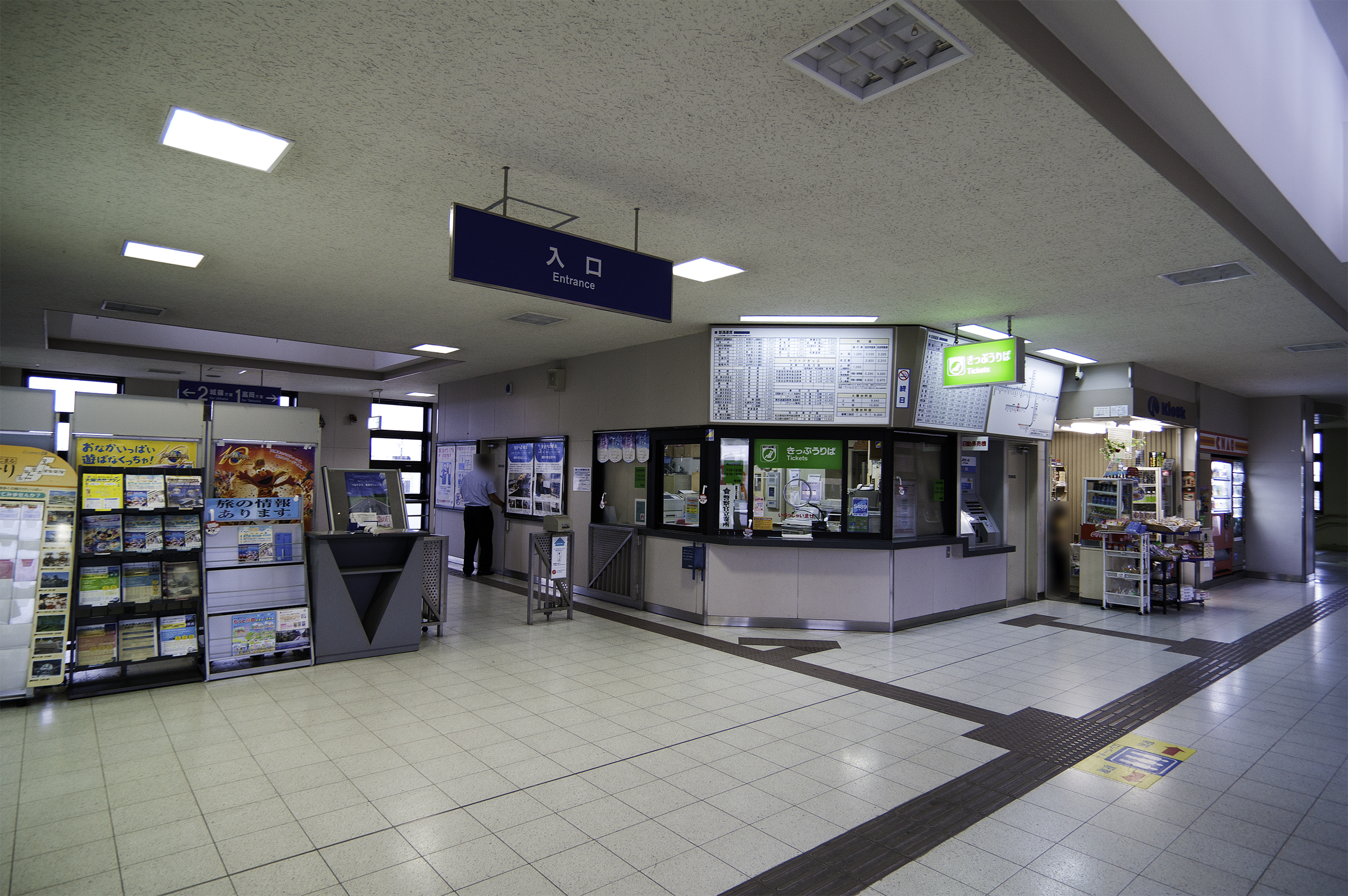
出札口及び改札口（2011年9月）
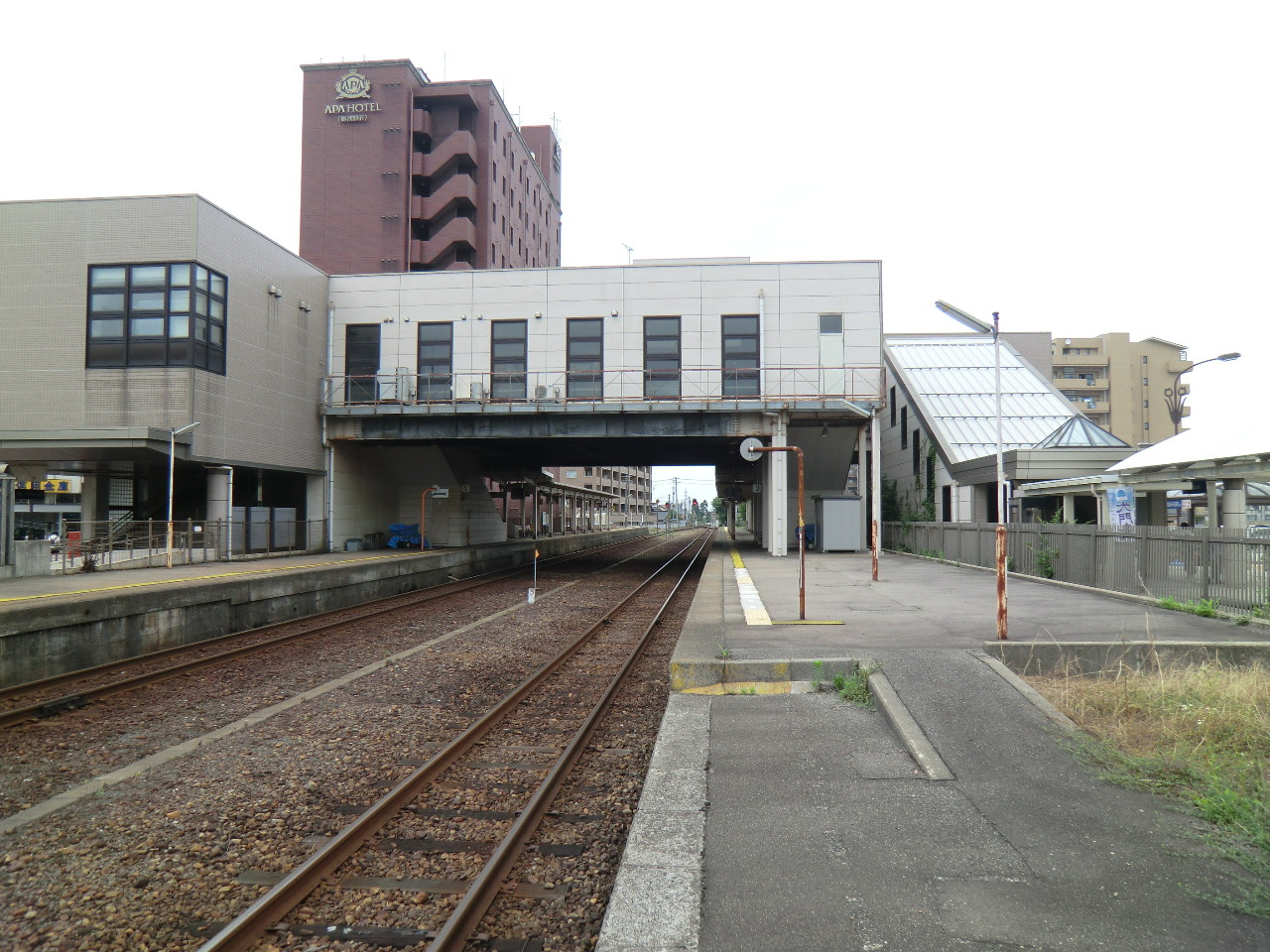
ホーム（2011年7月、下り方面より）
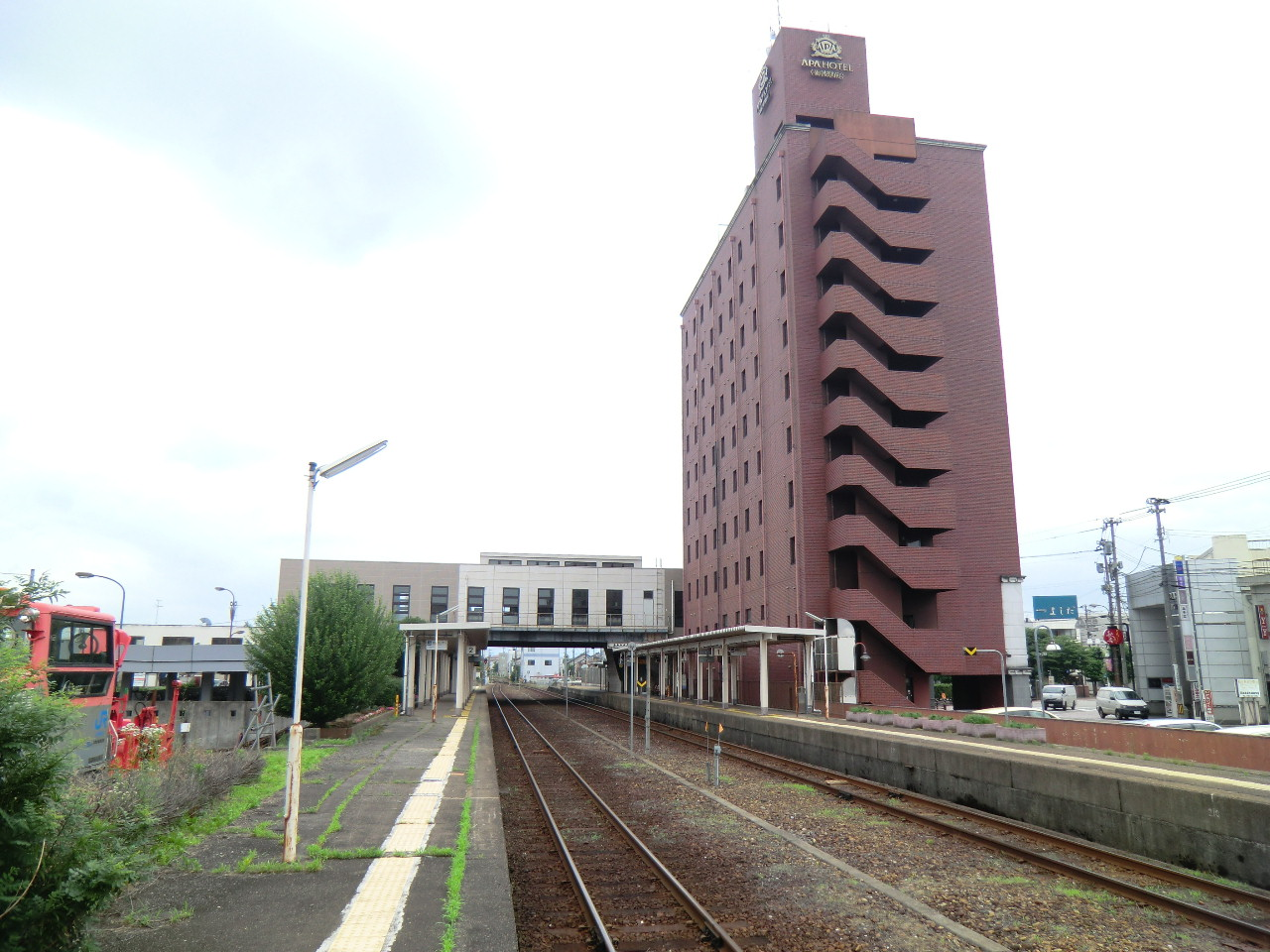
ホーム（2011年7月、上り方面より）

## 貨物取扱

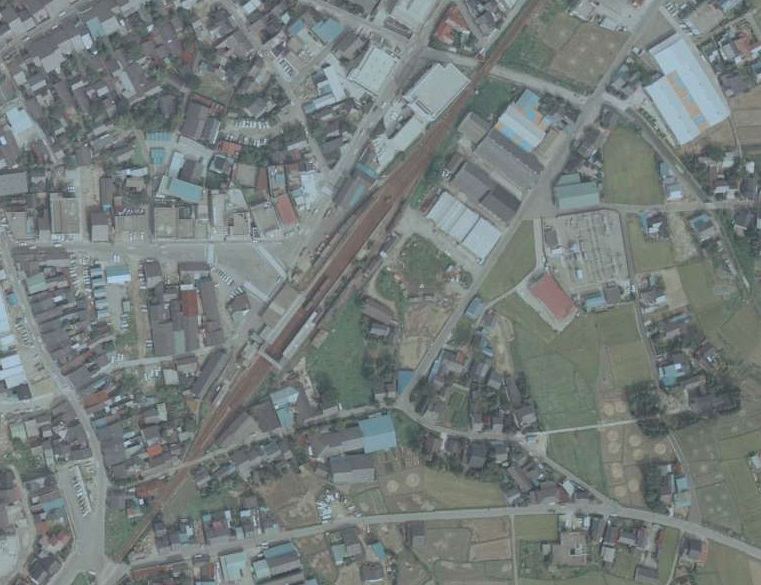
1975年（昭和50年）当時の当駅周辺航空写真

当駅における貨物取扱は、1980年（昭和55年）9月25日に廃止された。
1970年（昭和45年）10月1日現在における当駅接続の専用線は以下の通りであった。
- 橋本木工線（動力：手押、作業粁程：0.2粁、総延長粁程：0.2粁、備考：国鉄側線）

## 利用状況
『富山県統計年鑑』によると、近年の1日平均乗車人員は以下の通りである。
| 年度   | 1日平均 乗車人員 |
| ------ | ---------------- |
| 1995年 | 1,509            |
| 1996年 | 1,474            |
| 1997年 | 1,344            |
| 1998年 | 1,328            |
| 1999年 | 1,310            |
| 2000年 | 1,331            |
| 2001年 | 1,246            |
| 2002年 | 1,225            |
| 2003年 | 1,166            |
| 2004年 | 1,168            |
| 2005年 | 1,127            |
| 2006年 | 1,106            |
| 2007年 | 1,075            |
| 2008年 | 1,074            |
| 2009年 | 1,006            |
| 2010年 | 989              |
| 2011年 | 1,026            |
| 2012年 | 1,079            |
| 2013年 | 1,130            |
| 2014年 | 1,079            |
| 2015年 | 1,189            |
| 2016年 | 1,125            |
| 2017年 | 1,182            |
| 2018年 | 1,201            |
| 2019年 | 1,172            |

## 駅周辺

### 北口
- アパホテル〈砺波駅前〉
- イオンモールとなみ
- 市立砺波総合病院
- 砺波市立図書館
- 砺波市出町体育館
- 砺波市立出町中学校
- 砺波市立出町小学校
- 木舟公園

### 南口
- 砺波チューリップ公園
- チューリップ四季彩館
- 砺波市美術館
- 砺波郷土資料館
- 砺波市文化会館
- 砺波郵便局
- 富山県立砺波高等学校
- ハローワーク砺波
- 国道156号
- 国道359号
- MEGAドン・キホーテUNY 砺波店
- 北陸自動車道 砺波インターチェンジ

## バス路線

### 北口
- 加越能バス
  - 庄川町線　庄川町行き／高岡駅南口行き
  - 小牧線　小牧行き／高岡駅南口行き
  - 若林線　砺波市役所前行き／石動駅南口行き
- 砺波市営バス

### 高速バス
- 富山地方鉄道
  - 東京線 バスタ新宿方面（西武バスと共同運行）
  - 京都・大阪線 ユニバーサル・スタジオ・ジャパン方面（阪急バスと共同運行）
  - 砺波・城端線 富山駅前方面
- 加越能バス
  - 名古屋 - 高岡・砺波線 名鉄バスセンター方面
  - 高岡-白川郷-高山線 高山濃飛バスセンター方面
- イルカ交通
  - きときとライナー名古屋 名古屋駅前（ミッドランドスクエア）方面
  - 高山～白川郷～小矢部・砺波・高岡線　高山濃飛バスセンター方面
- 中日本ツアーバス
  - 中日本ハイウェイバス バスタ新宿・東京ディズニーランド・バスターミナル・ウエスト方面

### 一般路線バス
- 加越能バス
  - 砺波総合運動公園線　庄東センター行き／砺波市役所前行き
- 砺波市営バス

## 隣の駅
※JR西日本の観光列車「ベル・モンターニュ・エ・メール」の隣の停車駅は、列車記事を参照のこと。
西日本旅客鉄道（JR西日本）
■城端線
油田駅 - 砺波駅 - 東野尻駅